# Жана I Бургундска
Вижте пояснителната страница за други личности с името Жана Бургундска.
Жана I Бургундска или Жана Хоенщауфен (на френски: Jeanne I de Bourgogne, Jeanne de Hohenstaufen; на немски: Johanna von Burgund, * 1191, † 1205) е графиня на Бургундия от 1200 до 1205 г.

## Биография
Тя е голямата дъщеря на пфалцграф Ото I (1170 – 1200) и съпругата му графиня Маргарета от Блоа (1170 – 1230). Внучка е на римския император Фридрих I Барбароса († 1190) и племенница на император Хайнрих VI († 1197).
Жана наследява на 9 години Графство Бургундия след смъртта на баща си през 1200 г. под регентството на нейната майка Маргарета. Тя умира през 1205 г. и е последвана от нейната по-малка сестра Беатрис II.